# Nefast voor de feestvreugde
Nefast voor de feestvreugde is een reeks van vier komische korte films die de VRT-zender Canvas als eindejaarsprogramma uitzond op 31 december 2000, 28 december 2001, 31 december 2002 en 2003. De films vormen een geheel, naar een scenario van Hugo Matthysen en in een regie van Stijn Coninx.
Het is absurde, wrange komedie over een groepje mensen die er elke eindejaarsperiode toch iets van proberen te maken. John Van Schoonsten organiseert in 2000 een feestje op oudejaar bij hem thuis. Alles wordt opgenomen en voor het nageslacht bewaard. Het is dan ook essentieel dat de sfeer goed blijft. Een tweede poging voor een geslaagd eindejaarsfeestje wordt in 2001 in de Ardennen georganiseerd. Hond op het menu vormen de leidraad van het feest bij Wendy thuis in 2002 en de ontvoering van Agnes en de zwangere Wendy zijn nefast voor de feestvreugde in 2003.

## Acteurs en personages
| Acteur               | Personage           | Periode   |
| -------------------- | ------------------- | --------- |
| Warre Borgmans       | John Van Schoonsten | 2000-2003 |
| Els Dottermans       | Joke                | 2000-2003 |
| Adriaan Van den Hoof | Tom                 | 2000-2003 |
| Tine Embrechts       | Wendy               | 2000-2003 |
| Wim Opbrouck         | Bjorn               | 2000-2003 |
| Karlijn Sileghem     | Agnes               | 2000-2003 |
| Bart Peeters         | Michel              | 2000      |
| Bart Peeters         | Benny               | 2001      |
| Bart Peeters         | André               | 2002      |
| Marc Cambré          | Rijkswachter        | 2001      |